# 2010年9月臺灣
| << | 2010年9月 （民國99年） | >> |    |    |    |    |
| \| 日 \| 一 \| 二 \| 三 \| 四 \| 五 \| 六 \| \| \| \| \| 1 \| 2 \| 3 \| 4 \| \| 5 \| 6 \| 7 \| 8 \| 9 \| 10 \| 11 \| \| 12 \| 13 \| 14 \| 15 \| 16 \| 17 \| 18 \| \| 19 \| 20 \| 21 \| 22 \| 23 \| 24 \| 25 \| \| 26 \| 27 \| 28 \| 29 \| 30 \| \| \| \| \| \| \| \| \| \| \| |                        |    |    |    |    |    |
| 臺灣新聞動態／維基新聞 |                        |    |    |    |    |    |
| 世界／中国大陆／臺灣 |                        |    |    |    |    |    |
| 日 | 一                     | 二 | 三 | 四 | 五 | 六 |
| |                        |    | 1  | 2  | 3  | 4  |
| 5 | 6                      | 7  | 8  | 9  | 10 | 11 |
| 12 | 13                     | 14 | 15 | 16 | 17 | 18 |
| 19 | 20                     | 21 | 22 | 23 | 24 | 25 |
| 26 | 27                     | 28 | 29 | 30 |    |    |
| |                        |    |    |    |    |    |

## 9月1日
- 經過台南地檢署檢察官多月追查台灣道路多坑洞原因問題出在縣市政府委託代驗施工品質的材料實驗室，多數都被包商買通，包商偷工減料照樣檢驗過關。檢方針對新營、麻豆、官田等十九個鄉鎮及瀝青、包商業者追查，陸續傳喚上百人，查出有近五十條道路有弊端。營造商鄭碧娟、簡嘉億坦承拿不實檢體供檢驗，因此許多道路大雨後就坑坑洞洞。HiNet新聞[]

NOWnews - 自由時報
- 中華民國總統府前博愛特區晚上，介壽派出所一名制服員警在總統府前凱達格蘭大道旁站崗守衛，失業而付不出房租的嫌犯陳瑞乾行經員警身旁時，突然從員警的右側後方伸手強拔警用制式90手槍，而現場距總統府主體建物並不遠；因員警採用防搶槍套，內置「槍套防搶裝置」發揮作用，陳嫌無法拔出警槍並遭壓制，台北地檢署已聲押陳嫌獲准。自由時報

## 9月2日
- 中國大陸文化部長蔡武抵達台灣，並表示非常期盼兩岸能合作研究中華文化。中央社[]
- 曹錦輝首度為捲入假球案表示認錯並流下眼淚，但許多網友反而痛批。因兩次未到法院作證，從美國返台時被航警拘提移送板橋地院。法官表示：隨時可能轉被告。蘋果日報

## 9月3日
- 中華民國外交部表示，愛爾蘭基於互惠原則，獲愛爾蘭政府同意，即日起給予旅居愛爾蘭中華民國公民可持憑中華民國有效駕照，或逾期不超過一年的駕照，直接申請 「免試換發愛爾蘭駕照」。換照後，持愛爾蘭駕照可於歐盟廿七個會員國境內合法駕駛。免試換照的駕照種類，包括中華民國交通部所核發的B類（小型車普通駕照）、A3類（大型重型機車）及A2類（普通重型機車）。

NOWnews - 自由時報

## 9月4日
- 新生高架工程採購報價灌水情，台北市政府公布廉政肅貪中心調查結果，再次確認預算編列灌水、異常外，並將3名官員移送檢調偵辦 。台北市長郝龍斌表示：「行政調查只是要社會了解其公信力，並讓司法盡快處理。」

NOWnews - 自由時報

## 9月5日
- 中華民國內政部正規畫第三胎補助政策以鼓勵生育，該政策規劃未來不論公民年收入多少，第三胎子女0至2歲，政府準備提撥每個月3000元的送托保母補助費用，計畫已呈報中華民國行政院審核，經費約六億元，預計最慢在民國100年（2011年）實施。

NOWnews - 自由時報

## 9月6日
- 據衛生署疾病管理局統計，2010年7月迄今，台灣已有多達61起流感群聚案件，而8月以來，以AH3型累計高達44件，新流感AH1型8件，Ｂ型4件，其餘4件則同時感染兩種型別，另1件尚未確認是何種型別。疾管局提醒：流感會引起的臨床症狀包括急性發燒（耳溫≧38℃）、咳嗽、喉嚨痛、頭痛及肌肉酸痛，發燒可能持續2至3天。疾管局將在10月1日起開放公費流感疫苗接種，請符合條件的高危險群民眾踴躍接種。

NOWnews - 自由時報

## 9月7日
- 公益彩券連續22期的威力彩頭獎開出1注11億2461萬7013元頭獎獎金，得主是在台東市一家彩券行所簽注，此為台灣彩券開賣8年多來首位逾10億元頭獎。蘋果新聞（页面存档备份，存于）

## 9月8日
- 中華民國司法院與法務部協調共識，最高法院刑庭會議作出緊急做出決議，「凡與7歲以下幼童性交，一律依加重強制性交罪重判7年以上，與7歲到14歲兒童性交，除非證明兒童同意，才能改判與未滿14歲男女性交罪，處3年至10年徒刑。」最高法院表示：「全國各地法院即日起一體適用。」

NOWnews - 自由時報
- 台灣的兩艘漁船遭到日本海上保安廳扣押，並被指控闖入日本經濟海域與違法作業，其中一艘已獲得釋放。在這兩艘台灣漁船被扣押的同一時期，中國「閩晉漁5179」號漁船，在釣魚台海域被日方以「妨害執行公務」逮捕。BBC中文網（页面存档备份，存于）

## 9月9日
- 新光醫院腫瘤治療科主任季匡華研究指出，晚期肝癌病人在接受放射線與標靶藥的合併治療後，存活期可延長到16個月。這項組合療法是讓晚期肝癌病人在1個月內口服標靶藥物（sunitinib），同時接受螺旋刀放射治療，放射療程結束後，病人持續每天服用標靶藥物。研究結果已發表在國際放射腫瘤學雜誌（InternationalJournal of Radiation Oncology Biology Physics）9月號上。

NOWnews - 自由時報

## 9月10日
- 世界經濟論壇（ＷＥＦ）公布「2010至2011年全球競爭力報告」指出，台灣全球競爭力排名為全球第十三名，雖然較去年略降一名，但已連續兩年領先南韓，且有五項指標名列全球第一。台灣今年在亞洲各國名列第四，次於新加坡、日本與香港。聯合新聞網
- 行政院環保署同日公佈實施「行政院環境保護署溫室氣體先期專案暨抵換專案推動原則」。BSI 英國標準協會[]

## 9月11日
- 《海峽兩岸經濟合作框架協議》與《海峽兩岸知識產權保護合作協議》確認將於9月12日生效，海峽兩岸關係協會與台灣海峽交流基金會已於今日經過互相致電並通報雙方已完成相關準備工作。美國中文網（页面存档备份，存于）

## 9月12日
- 台北市政府投入5億元推出的「五歲幼兒免學費補助方案」，將於今年9月14日正式實施，只要年滿五歲、設籍北市，就讀公私立幼稚園或托兒所，每學期可補助一萬兩千多元，預計有兩萬兩千多名幼童受惠，市府表示，該方案為全國首創，明年中華民國中央政府將跟進。台北市長郝龍斌表示：「去年台灣生育率與德國並列全球最低，北市去年新生兒首度跌破兩萬人，市府推出「助你好孕」政策，希望讓父母安心生育。」凡設籍北市年滿五歲的幼童，無論讀公私立幼稚園或托兒所，每學期都補助12543元，私立方面則採「加額補助」方式。北市府這項新政策，預計有22370人受惠。（林佩怡. . 中國時報. （原始内容存档于2010-09-04）.）

## 9月13日
- 曾雅妮在美國LPGA巡迴賽比賽奪得冠軍，贏得P&G NW 阿肯色女子錦標賽冠軍和30萬美元（換算約台幣952．35萬元）冠軍獎金。曾雅妮以優異成績成功逆轉勝原本領先的韓裔美籍女將魏聖美。預計9月14日清晨抵達桃園機場。自由時報

## 9月14日
- 2010年台北市國際花卉博覽會，官方公布總預算59.1億，台北市預估總經濟效益，可以達到168億元，其中直接經濟效益27億元，包括門票收入跟企業贊助，但外界質疑想得太完美、太樂觀，但是台北市政府認為：即使是最後的數字不漂亮，至少為「台灣製造」的軟實力，做了最好行銷。TVBS報導（页面存档备份，存于）

## 9月17日
- 奇威服飾，將中國製造服飾剪標籤的方式，偽造成台灣製高價服飾，謀取10倍暴利。

NOWnews - 自由時報

## 9月18日
- 南韓慶祝「六.二五韓戰」60週年紀念日，因為曾幫助南韓參與「韓戰」包括中華民國、美國等67個國家，對付共產國家具有貢獻，因此被列入「金氏世界紀錄」。在南韓的民間團體為感謝並懷念中華民國在60年前「韓戰」期間，提供物資幫助南韓，在極力爭取之下，中華民國國旗與其他66個參加「韓戰」的國家國旗一起懸掛於首爾市的光化門廣場大道的兩旁。yam天空新聞（页面存档备份，存于）

## 9月19日
- TVBS「食尚玩家」節目的工作人員，在印度德里取景時遭到攻擊，2名攝影記者中彈。

NOWnews - 自由時報
- 中度颱風凡那比於晚間18時自台南出海。高雄縣市、屏東、台東等縣市宣布隔日停止上班上課。大紀元（页面存档备份，存于）

## 9月20日
- 中度颱風凡那比夾帶的大量雨勢帶來慘重災情，初步估計工業與農業的損失已超過40億元。災情方面，高高屏大淹水，在石化業方面災情，經濟部工業局初估營收損失已超出20億元，而農業方面，農委會統計，農損已超過21.2億元。自由時報

## 9月21日
- 颱風凡那比豪雨成災造成南迴路段停駛，但林邊車站積水已退，屏東到枋寮之間區間車恢復行駛，南迴鐵路大武到臺東軌道路基搶修時間預估要半月時間，並改由客運接駁旅客，而新左營到大武間每天增開共14車次的往返自強號列車。人間福報（页面存档备份，存于）

## 9月22日
- 台北縣41歲有多次性侵前科的吳晉維（曾經名為「吳振彰」），被臺灣板橋地方法院刑事庭法官「林淑婷」以罪證不足為由，以8萬交保。嫌犯這次以「優演娛樂人力銀行」執行長身份，下藥性侵，還趁對方意識模糊之際，強迫在「自願發生關係書」上按指印，藉以逃避刑責。並拍下裸照累計超過500張，藉此恐嚇不得報案，至少已有17人受害。（16女1男）蘋果　台視[]

## 9月23日
- 四個月前，台北萬華黑幫「頭北厝」五名大哥被警方逮捕，他們涉嫌長期魚肉鄉民、恐嚇阿公店，向卡拉OK、餐廳強收保護費，沒想到法官認為沒有羈押必要，讓五名大哥交保。華視（页面存档备份，存于）

## 9月24日
- 由於北台灣不斷下起大雨，導致火車停駛。凌晨三點十分起基隆地區雨勢變大，基隆七堵之間鐵路積水超過軌道，東西方向正常路線都無法通行，有六列車班被迫暫時停駛，直到清晨六點之前積水才逐漸退去，估計約四千旅客被困。中時

## 9月25日
- 「925白玫瑰運動集會」於晚間在凱達格蘭大道進行，其目的是為了靠抗議法官對近期性侵犯未成年的判決。此集會亦引起總統府關注與重視，因為近期有多起的判決案件已引起社會爭議，因此總統亦希望能儘速完成讓司法官退場機制的「法官法」草案立法。 中時[永久]

## 9月26日
- 南亞科技的29歲員工徐紹斌，因責任制導致每月常態性加班，終在2010年1月時在家猝死。遺族向勞保局申請過勞死的職災死亡給付被拒。

NOWnews - 自由時報

## 9月30日
- 國道六號南投縣國姓鄉段的北山交流道，於下午1時45分發生高架陸橋坍塌意外，造成7死（6名印尼籍外勞）、3傷。

NOWnews - 自由時報